# 自癒力
自癒力屬於自然療法，認為人類體內本自具有最好的醫生，跟西醫之父希波克拉底所提倡的「自我療能」（vis medicatrix naturae）是一樣的，主張身體有自動修復的機制。
若要啟動自癒力的機制必須要輔以良好的生活習慣。另外有學者認為，所謂自癒力，需要符合「自我維護」、「自我診斷」和「自我修復」的三個條件。

## 發展
在日本，有新谷弘實、岡本裕等人倡導這種治療方式；在美國則有安德魯·威爾。在台灣，揚生基金會創造自癒力（3+1）系統課程，即（飲食、運動、習慣+ 人際），藉由建立正確的飲食觀念、運動觀念及良好的生活習慣、人際關係，進而促進長者健康。
據日本統計延緩高齡者失智症發生2-3年，可省3兆日幣的照護支出，所以揚生基金會相信自癒力是一個「低成本，易上手」的照顧方式（對於健康長者而言）， 目前以臺北市為推廣區域。新北市政府亦有相關的銀髮族健康照護計畫。